# مذنب بيلا

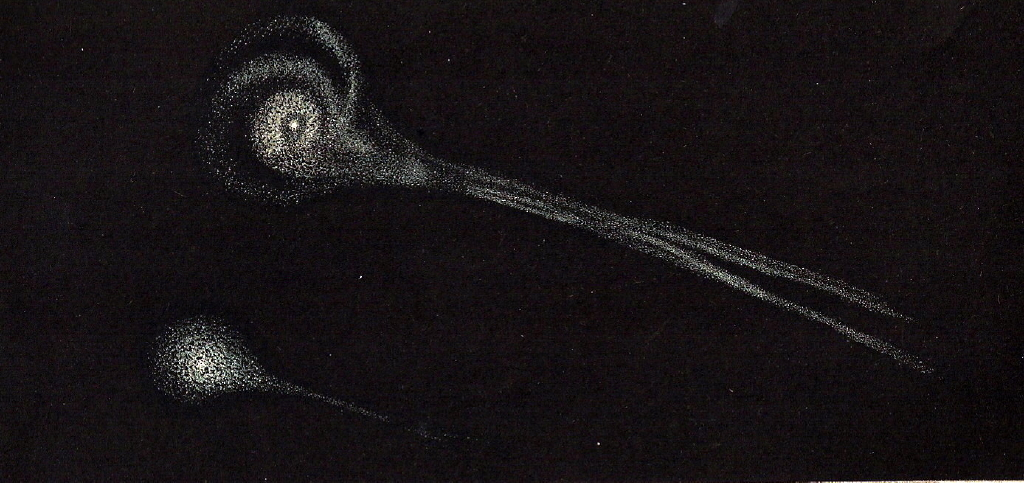

مذنب بيلا (بالإنجليزية: Biela’s  comet) و(اسمه الرسمي هو: 3D/Biela)، كان أحد المذنبات الدورية التابعة لعائلة مذنبات كوكب المشتري ولوحظ في السماء لأول مرة في عام 1778 بواسطة «شارل مسييه» و«مونتين» وحُددت ماهيته بأنه مذنب دوري في عام 1826 بواسطة «فيلهلم فون بيلا». بعد ذلك، لوحظ هذا المذنب وهو ينشطر إلى جزئين ولم يُرَ مرةً أخرى منذ عام 1852. ولهذا، يعتبر هذا المذنب الآن مذنبًا مُدمَرًا، بالرغم من استمرار بقاياه لفترة من الوقت مُسببةً زخة شهب تُعرف باسم «زخة شهب الأندروميدات».

## الاكتشاف
لوحظ هذا المذنب في السماء لأول مرة في الثامن من مارس عام 1772 بواسطة «جاك ليباكس مونتين»، واكتشفه أيضًا «شارل مسييه» خلال نفس فترة ظهوره تلك بشكل مستقل. رُصد أيضًا هذا المذنب عام 1805 بواسطة «جان لوي بونس»، ولكن لم يكن يظن مكتشفه أنه نفس الجرم. قام كل من «غاوس» و«بيسل» بعدد من المحاولات عام 1806 لحساب وتحديد موقع مداره، وذلك بعد ظهوره في عام 1805. لاحظ كل من «غاوس» و«أولبرز» وجود بعض نقاط التشابه بين المذنبات المكتشفة في الفترة بين عام 1772 وعام 1805 ولكنهم لم يتمكنوا من إثبات وجود رابط بينها.

## التأكيد على أنه مذنب دوري
كان «فيلهلم فون بيلا» الذي يعمل ضابطًا بالجيش في حصن مدينة «يوسفوف» هو أول من رصد المذنب عند اقترابه من نقطة الحضيض في مداره يوم السابع والعشرين من فبراير عام 1826، وبحساب مداره، اكتشف أنه مذنب دوري بفترة دورية تبلغ 6.6 عامًا. وكان بيلا في هذا الوقت يعتبر ثالث مذنب معروف من نوع المذنبات الدورية بعد مذنب «هالي» ومذنب «إنكي». سُمي المذنب على اسم مكتشفه بيلا، على الرغم من وجود بعض الجدل في البداية بسبب اكتشاف «جان فيليكس أدولف غامبرت» للمذنب بمفرده بعد بيلا، واستطاع أيضًا غامبرت أن يقدم أول دليل رياضي للربط بين المذنبات المرصودة في عام 1826 وعام 1805، ونُشر ما توصل إليه كل من بيلا وغامبرت في نفس الإصدار من جريدة «الأخبار الفلكية» الألمانية. ادعى «توماس كلوسين» أيضًا أنه تمكن من إيجاد رابط بين هذه المذنبات بمفرده.
ظهر المذنب مرة أخرى وفقًا لما هو متوقع، وذلك في يوم 24 سبتمبر عام 1832، عندما تمكن «جون هيرشيل» من إيجاده مرةً أخرى. أدت العناصر المدارية والتقويم الفلكي المحسوب بواسطة أولبرز إلى إحداث ضجة كبيرة، إذ بينت احتمالية تقاطع مسار ذؤابة المذنب مع مدار الأرض في التاسع والعشرين من أكتوبر نفس العام. تجاهلت التوقعات المُتعلقة بدمار الأرض حينها بوسائل الإعلام حقيقة أن الأرض لن تصل إلى نقطة التقاطع تلك قبل يوم 30 نوفمبر، أي بعدها بشهر كامل، وهذا ما أشار إليه «فرانسوا أراغو» بمقاله الهادف إلى تهدئة مخاوف الناس. وبالرغم من هذا، جعلته حقيقة أنه هو المذنب الوحيد المعروف وقتها الذي يتقاطع مداره مع مدار الأرض محض اهتمام كلٍ من علماء الفلك والعامة، خلال القرن التاسع عشر.
كان ظهوره في عام 1839 غير مُبشر بالمرة، إذ فشلت كل محاولات رصده في السماء لعدم اقتراب المذنب لمسافة أقرب من 1.8 وحدة فلكية من الأرض، وكان المذنب في الجهة الأخرى من الشمس. ولم تتعدَّ الاستطالة الشمسية الخاصة بالمذنب أكثر من 50 درجة خلال عام 1839.

## التحطم
رُصد مذنب بيلا بنجاح مرةً أخرى يوم السادس والعشرين من نوفمبر عام 1845، بواسطة «فرانشيسكو دي فيكو». كان يظهر صغيرًا خافتًا بصورة ضبابية في البداية، وبينت الملاحظات اللاحقة حدوث شيء غريب للمذنب. لاحظ «ماثيو فونتين موري»، أثناء رصده للمذنب يوم الرابع عشر من يناير عام 1846، جرمًا آخر مرافقًا للمذنب موجود على زاوية مقدارها دقيقة قوسية واحدة شمال المذنب بيلا. وبدأ العديد من علماء الفلك في رصد المذنب بعد الإعلان عن هذه الملاحظة، ولاحظوا أن الجرمين (اللذين أُطلق عليهما «المذنب أ» و«المذنب ب» في التسمية الحديثة) يتناوبان في السطوع، وينتج عنهما ذيلين متوازيين باقترابهما من الشمس. أشارت بعض الملاحظات إلى ظهور قوس من مادة المذنب يصل بين المذنبين، ما يقترح أن المذنب الأصلي يمكن أن يكون قد انشطر إلى عدة أجزاء فضلًا عن جزئين فقط، ولكن بقية الأجزاء كانت خافتةً بشكل كبير، وهو ما يحول دون رصدها بشكل فردي.
رُصد المذنب مرةً أخرى وفقًا لما هو متوقع في عام 1852، إذ رُصد «المذنب أ» أولًا بواسطة «أنجيلو سيك» يوم 26 من شهر أغسطس، بينما عُثر على «المذنب ب» أخيرًا يوم 16 سبتمبر، وظل المذنبان يتناوبان في السطوع مرةً أخرى خلال فترة رصدهما. شوهد «المذنب أ» لآخر مرة في اليوم الموافق 26 ستبمبر، بينما كانت آخر مرة رُصد فيها «المذنب ب» في يوم 29 من نفس الشهر، وكان هذا بواسطة عالم الفلك «أوتو فيلهلم فون ستروف». تشير الحسابات المدارية إلى أن نوية المذنب انشطرت قبل 500 يوم تقريبًا من ظهوره في عام 1845، بينما بينت الدراسات الحديثة أن الانشطار تم قرب نقطة أوج مدار المذنب في أواخر عام 1842.
لم يُعثر على أي أجزاء من هذا المذنب مرةً أخرى في مواعيد ظهوره الدورية التي كان متوقع حدوثها خلال الأعوام 1859، و1865، و1872. ومع ذلك، ظهرت زخة شهب شديدة الوضوح بمعدل 3000 شهاب في الساعة الواحدة يوم 27 نوفمبر عام 1872، قرب الموقع حيث كان المذنب متوقعًا أن يعبر خلاله في السماء في سبتمبر نفس السنة. كان هذا هو تاريخ عبور الأرض لتتقاطع مع مدار المذنب بيلا. عُرفت هذه الزخة الشهابية بزخة شهب «الأندروميدات» أو زخة شهب «البيلاويات». ويبدو أن هذه الشهب ناتجة عن بقايا حطام المذنب بيلا.

## عمليات البحث والمشاهدات المحتملة للمذنب
كانت هناك بعض المشاهدات غير الحاسمة خلال فترات ظهور المذنب الدورية في عامي 1865 و1872. ادعى «تشالرز تالمج»، مستخدمًا التقويم الفلكي الذي وضعه «جون راسل هند»، برؤيته لجرم ضبابي في الموقع الخاص بالمذنب بيلا لفترة وجيزة في نوفمبر عام 1865. شاهد «جيمس باكينغهام» أيضًا جرمين ضبابيين في عام 1865 بعد دراسته لتنبؤات «هند»، ولكن صرح هند بعد ذلك أن هذه المشاهدات لم تكن لمذنب بيلا، وذلك لأن هذين المذنبين أقرب لبعضهما البعض عما هو معروف لجزئي المذنب بيلا. توجد أيضًا عملية رصد مُحيرة ومسجلة باسم «إكس/1872 أكس1» بواسطة «نورمان بوغسون» في أواخر عام 1872 بمرصد «مادراس» الفلكي، اعتُقد أنها تعود لمذنب بيلا، ولكن عُرف بعد ذلك أنه كان جرمًا مختلفًا عن بيلا.
كان هناك عدد من المحاولات للبحث عن المذنب بيلا في أواخر القرن العشرين بالرغم من معرفة العلماء بتحطمه. حاول كل من «باريان مارسدن» و«زدينك سكانينا» تحديد مدار أي بقايا من المذنب بيلا؛ وكان ذلك أثناء عملية بحث باستخدام حسابات «مارسدن»، والتي اكتشف بها العالم «لوبوش كوهوتيك» مذنب «كوهوتيك». وضحت حسابات كتل شهب الأندروميدات أنها أقل من كتلة المذنب الكلية. ووفقًا لحقيقة أن انشطار المذنب تم قرب نقطة أوج المدار قبل عام 1842، يمكن أن يكون «المذنب أ» ما زال موجودًا ولكن في صورة مذنب منطفئ غير مرئي.
كانت هناك عدة محاولات للتعرف على الأجرام المرصودة ومحاولة مطابقتها مع المذنب بيلا أو بقاياه. حاول عالم الفلك الألماني «كارل ريستينارت» أن يثبت وجود رابط بين مذنب بيلا والمذنب المعروف باسم «18د/بيرين-مركوس»، والذي يدور بمدار مشابه لمدار بيلا إلى حد كبير بصرف النظر عن الاختلاف بحجة القبوة الحضيضية للمدارين. وبالرغم من هذا، لم يتمكن من إثبات وجود أي علاقة بين المذنبين، وفُقد المذنب الخافت «بيرين-مركوس» أيضًا بعدها. كان للمذنب المعروف باسم «207بي/نيت» والمكتشف في عام 2001 بواسطة مشروع تعقب الأجرام القريبة من الأرض (NEAT) مدار مشابه لمدار المذنب بيلا أيضًا، واعتُقد في البداية أنه من الممكن أن توجد علاقة بينه وبين بيلا بطريقة ما.